# Боннёй (Шаранта)
Боннёй (фр. Bonneuil) — коммуна во Франции, находится в регионе Пуату — Шаранта. Департамент — Шаранта. Входит в состав кантона Шатонёф-сюр-Шарант. Округ коммуны — Коньяк.
Код INSEE коммуны — 16050.
Коммуна расположена приблизительно в 410 км к юго-западу от Парижа, в 120 км южнее Пуатье, в 25 км к западу от Ангулема.

## Население
Население коммуны на 2008 год составляло 254 человека.
| 1962 | 1968 | 1975 | 1982 | 1990 | 1999 | 2008 |
| ---- | ---- | ---- | ---- | ---- | ---- | ---- |
| 362  | 373  | 345  | 302  | 245  | 248  | 254  |

## Администрация
| Период | Период | Фамилия         | Партия | Примечания |
| ------ | ------ | --------------- | ------ | ---------- |
| 1995   | 2008   | Патрис Мерсерон |        | винодел    |
| 2008   | 2014   | Жак Нобле       |        | винодел    |

## Экономика
В 2007 году среди 147 человек в трудоспособном возрасте (15—64 лет) 119 были экономически активными, 28 — неактивными (показатель активности — 81,0 %, в 1999 году было 78,5 %). Из 119 активных работали 112 человек (62 мужчины и 50 женщин), безработных было 7 (1 мужчина и 6 женщин). Среди 28 неактивных 14 человек были учениками или студентами, 8 — пенсионерами, 6 были неактивными по другим причинам.

## Достопримечательности
- Приходская церковь Сен-Пьер (XIII век). Исторический памятник с 1952 года[3]
  - Статуя «Мадонна с младенцем» (XVIII век). Высота — 77 см. Исторический памятник с 2002 года[4]
- Замок Брёй[фр.] (XVI век). Исторический памятник с 1952 года[5]

## Фотогалерея

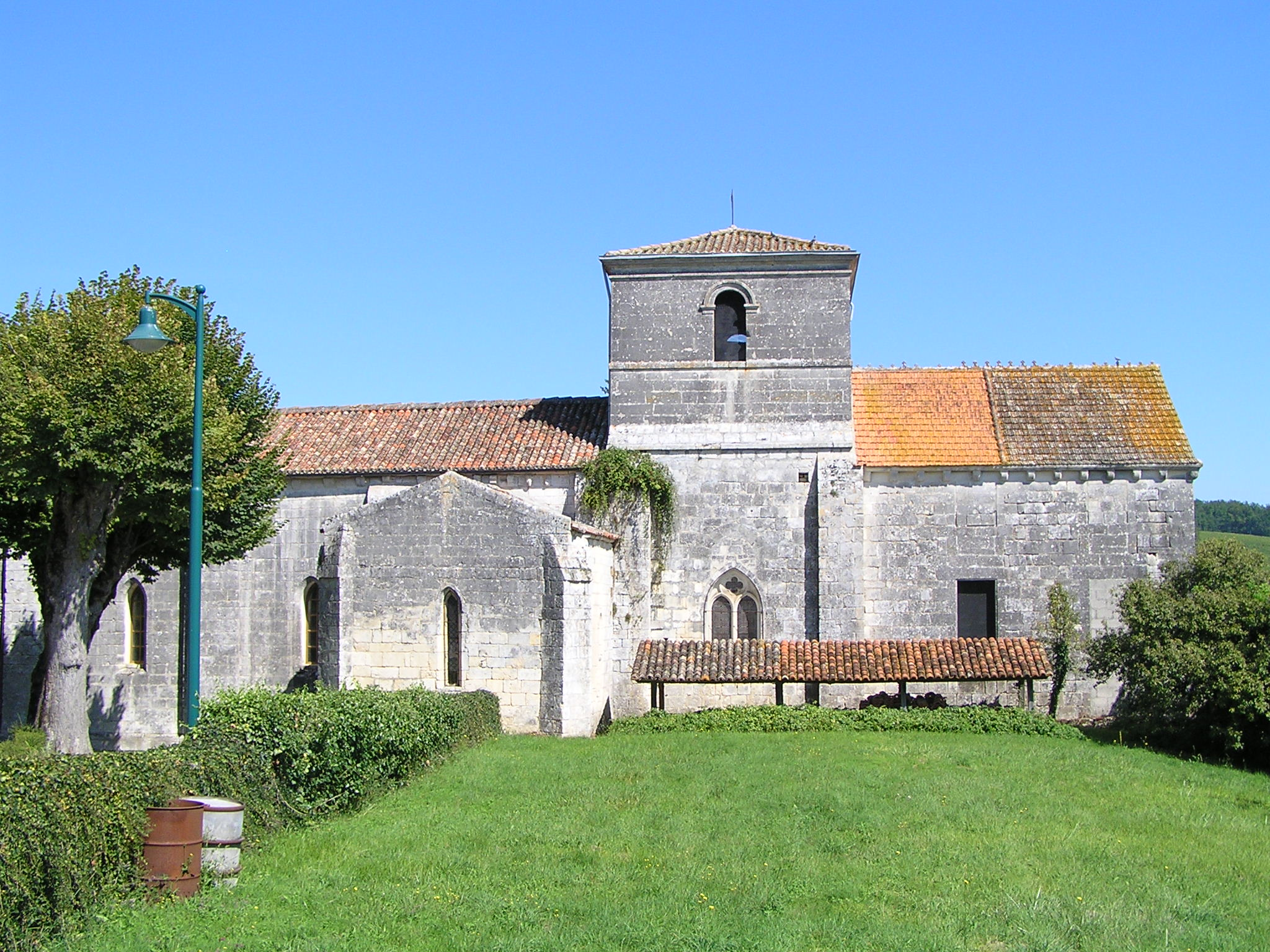
Церковь Сен-Пьер
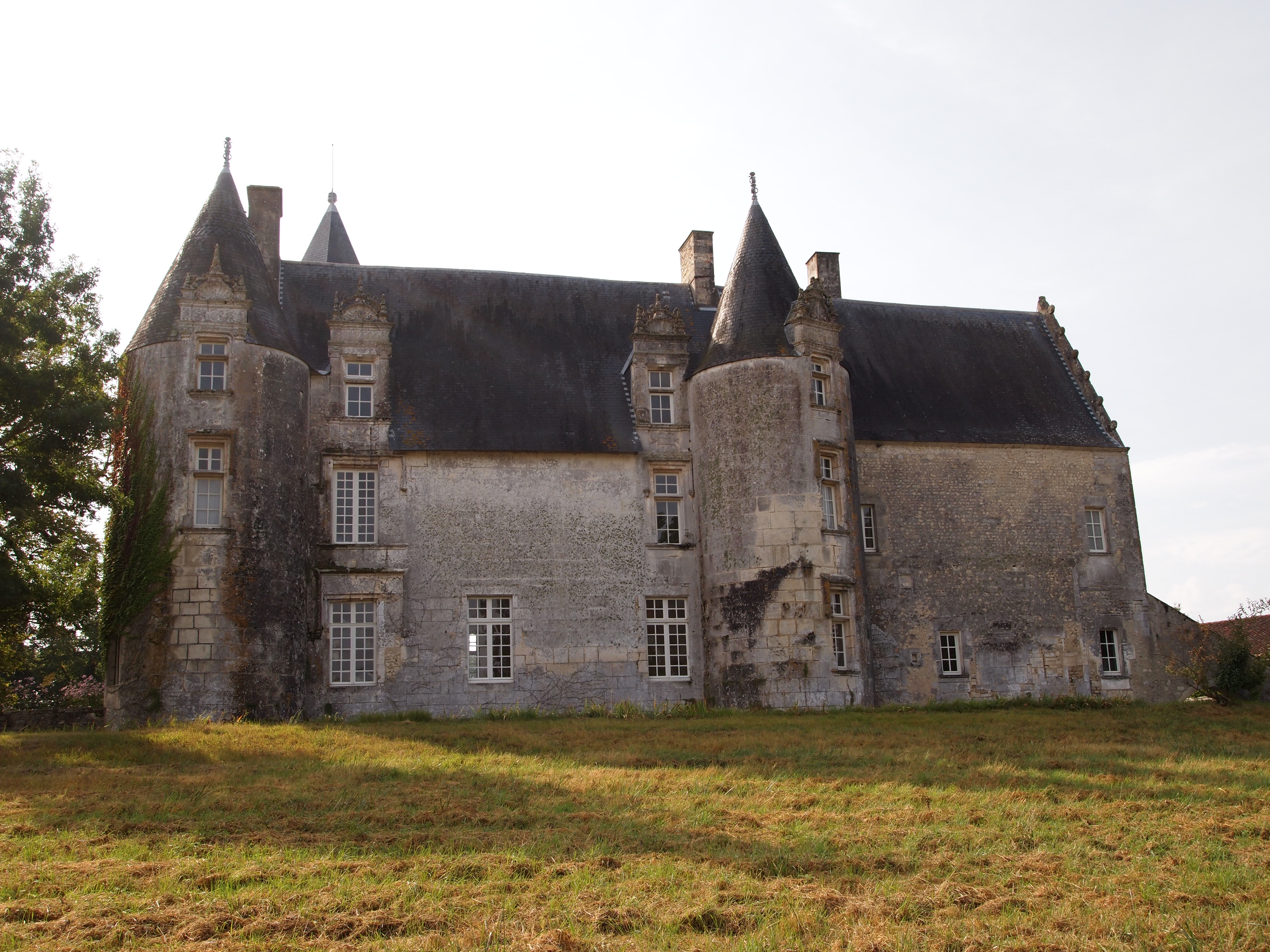
Замок Брёй
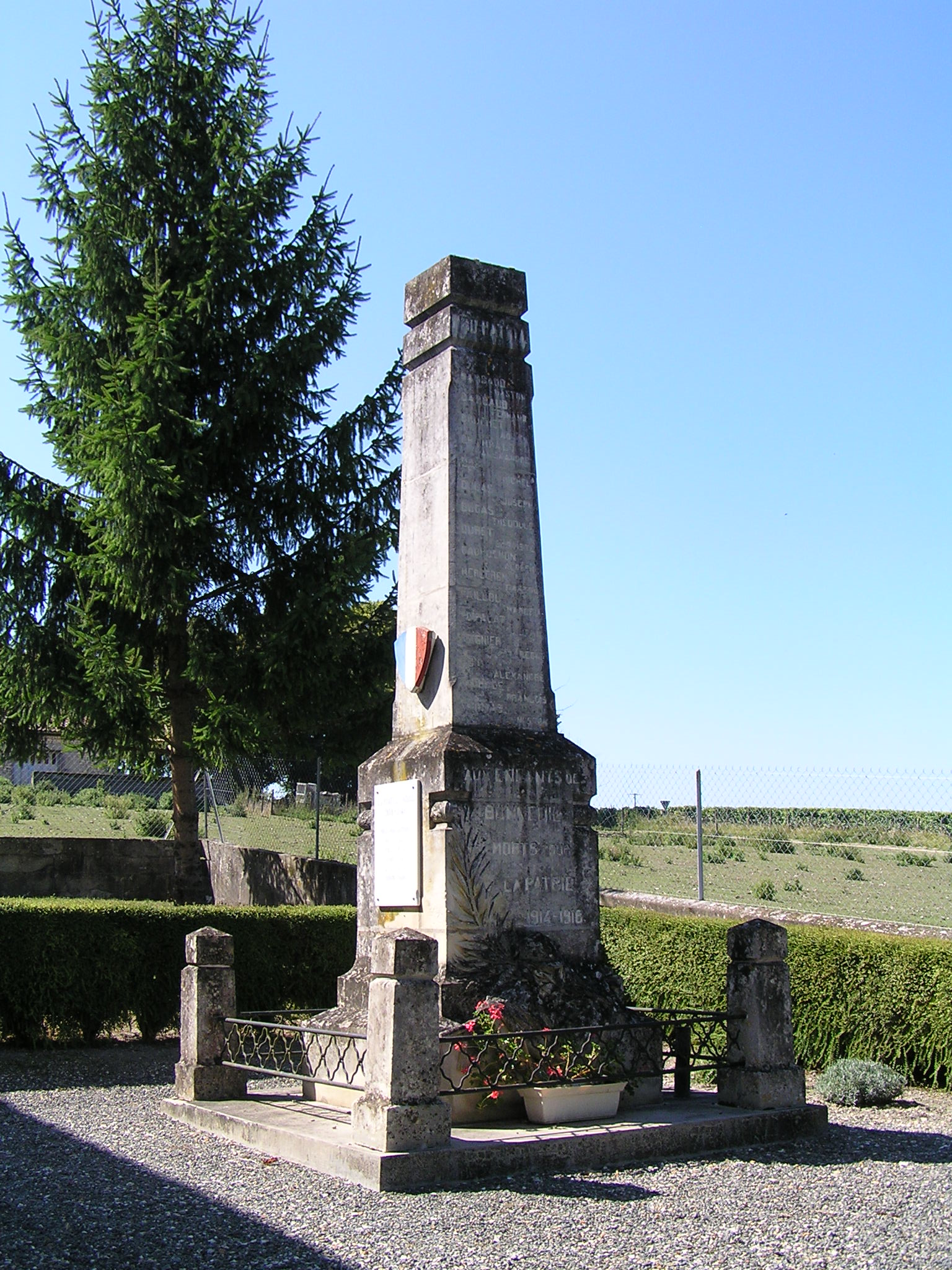
Военный мемориал
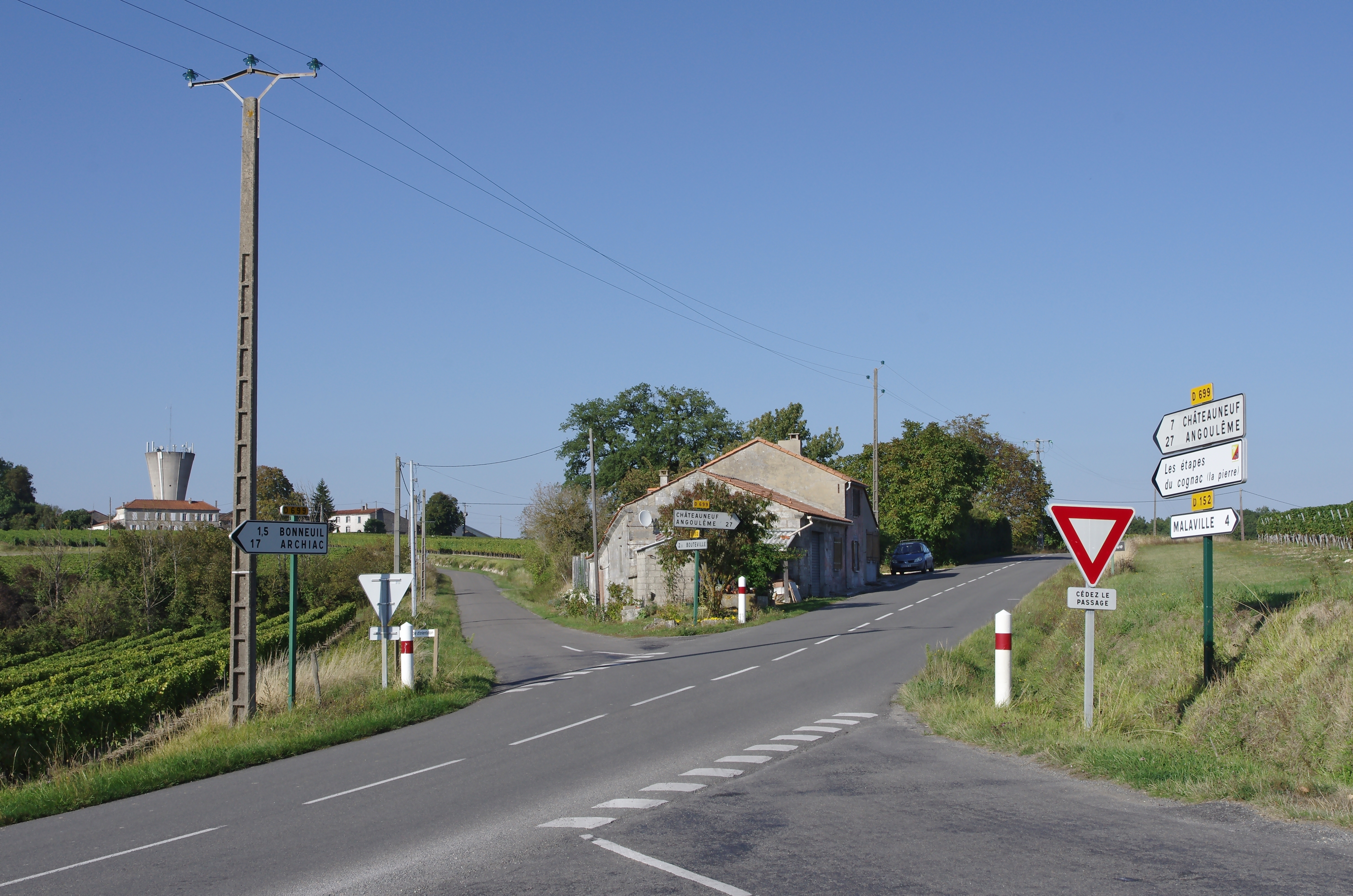
Перекрёсток в Боннёй
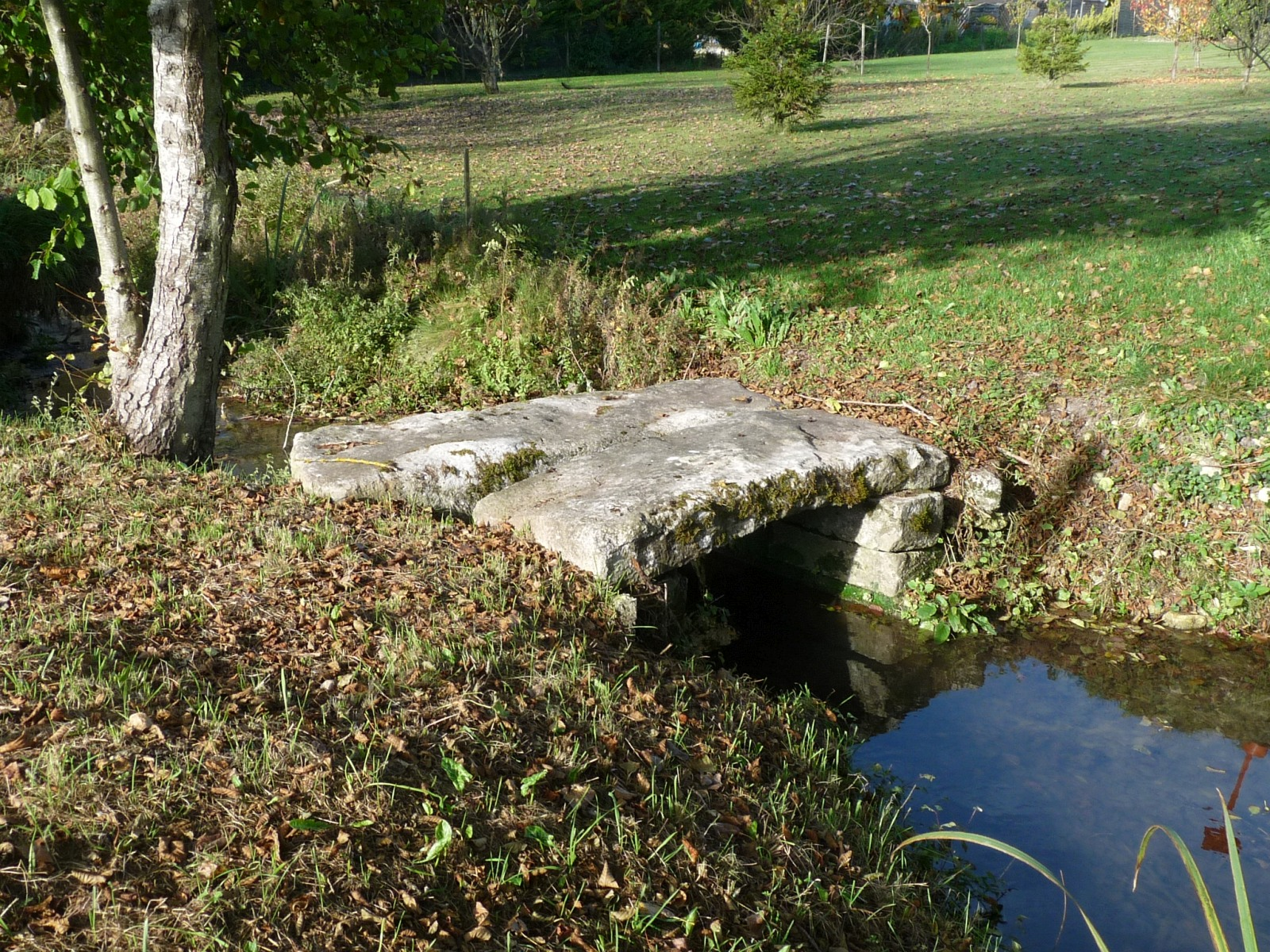
Мост Колиньи